# Mellisuga
Mellisuga – rodzaj ptaków z podrodziny kolibrów (Trochilinae) w rodzinie kolibrowatych (Trochilidae).

## Zasięg występowania
Rodzaj obejmuje gatunki występujące na Jamajce, Haiti, Kubie i kilku mniejszych okolicznych wyspach.

## Morfologia
Długość ciała 5–7 cm; masa ciała 1,6–3,6 g.

## Systematyka

### Etymologia
- Mellisuga: łac. mel, mellis „miód”, od gr. μελι meli, μελιτος melitos „miód”; sugere „ssać”[5].
- Dyrinia: etymologia nieznana; autorzy nie podali wytłumaczenia, ale być może jakaś nazwa z mitologii greckiej[6]. Gatunek typowy: Trochilus minimus Linnaeus, 1758.

### Podział systematyczny
Do rodzaju należą następujące gatunki:
- Mellisuga minima (Linnaeus, 1758) – koliberek miodowy
- Mellisuga helenae (Lembeye, 1850) – koliberek hawański